# Odón Apraiz
Odón Apraiz Buesa (Vitoria, 5 de marzo de 1896-Vitoria, 12 de septiembre de 1984) fue un historiador y lingüista español.

## Biografía
Natural de la ciudad alavesa de Vitoria, estudió en Salamanca, Deusto y Madrid primero y en la Sorbona y Zúrich después. Como lingüista e historiador, dio a la imprenta obras como El vascuence en Vitoria y Álava en la última centuria (1850-1950) y El país vasco en la época de la revolución francesa (1925). Fue, asimismo, profesor en diferentes centros educativos a lo largo y ancho de la geografía española. Micaela Portilla fue ayudante y aprendiz suya. Falleció en su localidad natal en 1984.